# مگس‌مرغ سبزدرخشان
مگس‌مرغ سبزدرخشان (نام علمی: Chrysuronia goudoti) یک گونه از مگس‌مرغ از خانواده مگس‌مرغان است و در کلمبیا و ونزوئلا یافت می‌شود. زیستگاه طبیعی آن جنگل‌های خشک نیمه‌گرمسیری یا گرمسیری، بوته‌زارهای خشک نیمه‌گرمسیری یا استوایی و جنگل‌های پیشین به شدت تخریب شده‌است.
این گونه قبلاً در سردهٔ Lepidopyga قرار داشت. مطالعه فیلوژنتیک مولکولی که در سال ۲۰۱۴ منتشر شد نشان داد که Lepidopyga چندتباری بود. در رده‌بندی اصلاح‌شده برای ایجاد سردهٔ تک‌تباری مگس‌مرغ سبز درخشان به Chrysuronia منتقل شد.